# Jim Corsi (hockeista su ghiaccio)
James Corsi, detto Jim (Montréal, 19 giugno 1954), è un allenatore di hockey su ghiaccio ed ex hockeista su ghiaccio canadese naturalizzato italiano.

## Carriera

### Giocatore
Da ragazzo Jim Corsi aveva cominciato a giocare a calcio, e fino all'università, alla Concordia University, praticò ad ottimi livelli entrambi gli sport. Dal 1971 al 1973 gioca come centravanti nel Template:Calcio Montréal Olympique, prima squadra di calcio professionistico di Montréal, allora militante nella NASL. 
Nel 1974 gioca con i Québec Selects, selezione nata per rappresentare l'omonima provincia canadese nella NSL.
Nel 1976 fu messo sotto contratto dai Quebec Nordiques, allora in WHA, e scelse definitivamente l'hockey su ghiaccio. La sua prima stagione tra i professionisti, tuttavia, la passò in una squadra satellite, i Maine Nordiques.
Esordì poi coi Quebec Nordiques nella stagione 1977-78, e vi rimase due stagioni. Nel 1979 la WHA chiuse i battenti e Corsi rimase senza contratto. Fu ingaggiato da un'altra squadra passata dalla WHA alla NHL, gli Edmonton Oilers. Nella stagione 1979-80 giocò 26 incontri, ma l'11 marzo 1980, prima del termine della stagione, fu scambiato con i Minnesota North Stars.
Questi ultimi non lo utilizzeranno mai, girandolo a farm team in CHL. Corsi decise così di venire in Europa: per dodici stagioni giocherà nel campionato italiano.
Le sue prime tre stagioni le giocò con l'HC Gardena: uno scudetto (1980-81), un secondo posto (1982-83), e la conquista della Nazionale (esordio il 12 settembre 1980 nell'amichevole contro il Villach). In nazionale giocherà sei edizioni dei mondiali B (1981, 1985, 1986, 1987, 1989 e 1990) e due mondiali maggiori (1982 e 1983).
Nella sua unica stagione con il Bolzano (1983-84), vinse nuovamente lo scudetto. Passò poi all'AS Mastini Varese Hockey, di cui divenne una bandiera. Nelle otto stagioni in giallo-nero vinse altri due scudetti: 1986-87 e 1988-89.

### Allenatore
Si è ritirato dall'hockey giocato al termine della stagione 1991-92. Tornato in Nord America, ha aperto una scuola di hockey ed è stato dal 2001 al 2014 allenatore dei portieri dei Buffalo Sabres.
Nel 1997 la Concordia University l'ha inserito nella propria Hall of Fame ed ha ritirato la maglia numero 1. In occasione dei XX Giochi olimpici invernali di Torino, nel 2006, Jim Corsi è stato l'allenatore dei portieri della Nazionale italiana, ruolo che è tornato a coprire nel 2014 in vista dei mondiali in Bielorussia.
Nel maggio del 2014 Corsi ritornò in National Hockey League scelto come nuovo allenatore dei portieri dai St. Louis Blues, posto che ha mantenuto fino al 1º febbraio 2017 quando è stato licenziato. Nel febbraio del 2017 venne sollevato dall'incarico, sostituito da Martin Brodeur e Ty Conklin.

## Palmarès
- Campionato italiano: 4

Gardena: 1980-1981
Bolzano: 1983-1984
Varese: 1986-1987, 1988-1989